# Kromosomsko inženjerstvo
U kromosomsko inženjerstvo spada kromosomska delecija, inverzija i translokacija - koje imaju točno definiran početak i kraj tj. cijeli procesi su dobro poznati.
Kombiniranjem kromosomske translokacije, kromosomske inverzije i kromosomske delecije u kromosomskom inženjerstvu je moguće identificirati one gene koji uzrokuju točno određene bolesti, npr. neke bolesti kod miševa. U narednim godinama, vrlo vjerojatno, kromosomsko inženjerstvo će biti u mogućnosti identificirati različite bolesti i kod ljudi i kod ostalih živih organizama.

## Tri tipa aberacija koje se istražuju kod kromosomskog inženjerstva
| Kromosomska delecija                                                                                                   | Kromosomska inverzija | Kromosomska translokacija                                                                  |
| --- | --- | ------------------------------------------------------------------------------------------ |
| Kromosomska delecija je mutacija (ili genetska aberacija) u kojoj jedan dio kromosoma ili slijed molekule DNA nestane. | Kromosomska inverzija je promjena redoslijeda gena koja nastaje nakon dvaju lomova u kromosomu, rotacije segmenta i ponovnog vezanja. | Translokacija je premještanje segmenta iz jednoga kromosoma na drugi nehomologni kromosom. |

## Pokusi u kromosomskom inženjerstvu
U pokusu 2006. godine je dokazano da kromosomsko inženjerstvo može biti efektno u pronalaženju uzroka različitih genetičkih bolesti kao što su neki aneuploidni sindromi (Turnerov sindrom, Downov sindrom...). Pokus je provođen tako što su miševi bili zaraženi nekim ljudskim bolestima da bi se mogla vidjeti efektnost kromosomskog inženjerstva u identifikaciji gena koji su nositelji tih bolesti. Nakon eksperimentiranja, utvrđeno je da kromosomsko inženjerstvo može biti odlična i korisna metoda u pronalsku i određivanju gena u gentskoj podlozi bolesti. U budućnosti, kromosomsko inženjerstvo će eksperimentirati s uklanjanjem češćih poremećaja kao što su astma, dijabetes i rak. Ako se ove metode u znanstvenoj i medicinskoj zajednici prepoznaju kao efektne i sigurne, za kromosomsko inženjerstvo je svijetla budućnost.